# James Paul Moody
James Paul Moody (Scarborough, Anglaterra, 21 d'agost de 1887 - Oceà Atlàntic, 15 d'abril de 1912) mariner britànic que fou el Sisè Oficial del Titanic i l'únic oficial subaltern en morir durant la catàstrofe d'aquest vaixell.
El 10 d'abril de 1912 ajudà al Ciqué Oficial Harold Lowe a pujar 2 bots salvavides a estribord per tal de complir amb les mesures de seguretat del Titanic. Una vegada a alta mar, Moody cobrí la guàrdia de 4-5 PM i les guàrdies de 8-12 de la nit, amb el que estigué al càrrec de la vigilància junt amb el Primer Oficial William Murdoch quan el Titanic colpejà contra un iceberg a les 11:40 hores de la nit del 14 d'abril. Durant l'evacuació del vaixell Moody ajudà a la descàrrega dels bots salvavides 12, 14 i 16. Moody fou vist per última vegada intentant llançar a l'aigua el Desplegable A, un bot d'urgències, just minuts abans de l'enfonsament.
Té dedicat un monument en el seu honor a Scarborough.